# Ellonby
Ellonby – przysiółek w Anglii, w Kumbrii. Miejscowość liczy 40 mieszkańców.